# Рорето, Агостино Петитти Бальяни ди
Агостино Петитти Бальяни ди Рорето (итал. Agostino Petitti Bagliani conte di Roreto; 13 декабря 1814, Турин, Сардинское королевство — 28 августа 1890, Рим) — итальянский военный деятель, генерал-лейтенант (1860) и политик эпохи Рисорджименто.

## Биография
Граф Агостино Петитти Бальяни ди Рорето родился 13 декабря 1814 года в Турине. Он принадлежал к знатному пьемонтскому роду родом из Кераско. Его отец, граф Карло Иларионе Петитти ди Рорето (Турин, 1790—1850), талантливый экономист и писатель, которого многие считают главным вдохновителем реформ Карло-Альбертина. Он овдовел по смерти своей жены Габриэллы Дженны из графов Кокконато и зачислил сына в молодом возрасте в Королевскую военную академию в Турине, из которой тот вышел в 1833 году в звании лейтенанта. После периода службы, проведенного в Турине в Венариа-Реале, а затем в командовании артиллерийским корпусом, в 1848 году он принял участие в Первой войне за независимость, заслужив почетное упоминание в сводках.
В ноябре того же года ему было присвоено звание майора и он занимал должность начальника штаба 6-й дивизии под командованием генерала Альфонсо Ла Марморы . В 1853 году он был произведен в подполковники и назначен генеральным секретарем военного министерства. Начальник штаба Экспедиционного корпуса Сардинского королевства в Крыму во время Крымской войне в 1855—1856 годах.
В ноябре 1858 года принял командование полком полевой артиллерии в Венариа-Реале, которым занимал до 26 апреля 1859 года.
В 1859 году он принял участие в качестве помощника генерала Альфонсо Ла Марморы в операциях Второй войны за независимость и вместе с ним прошёл сражения при Палестро, Мадженте, битве при Сольферино и Сан-Мартино и, в частности, при Мадонне делла Скоперта.
О последнем сражении он написал мемуары — Мадонна делла Скоперта (Битва при Сан-Мартино, 24 июня 1859 года) Историко-тактическое исследование — опубликованные уже после его смерти в Турине в 1909 году под редакцией его племянника генерала Альфонсо Петитти ди Рорето.

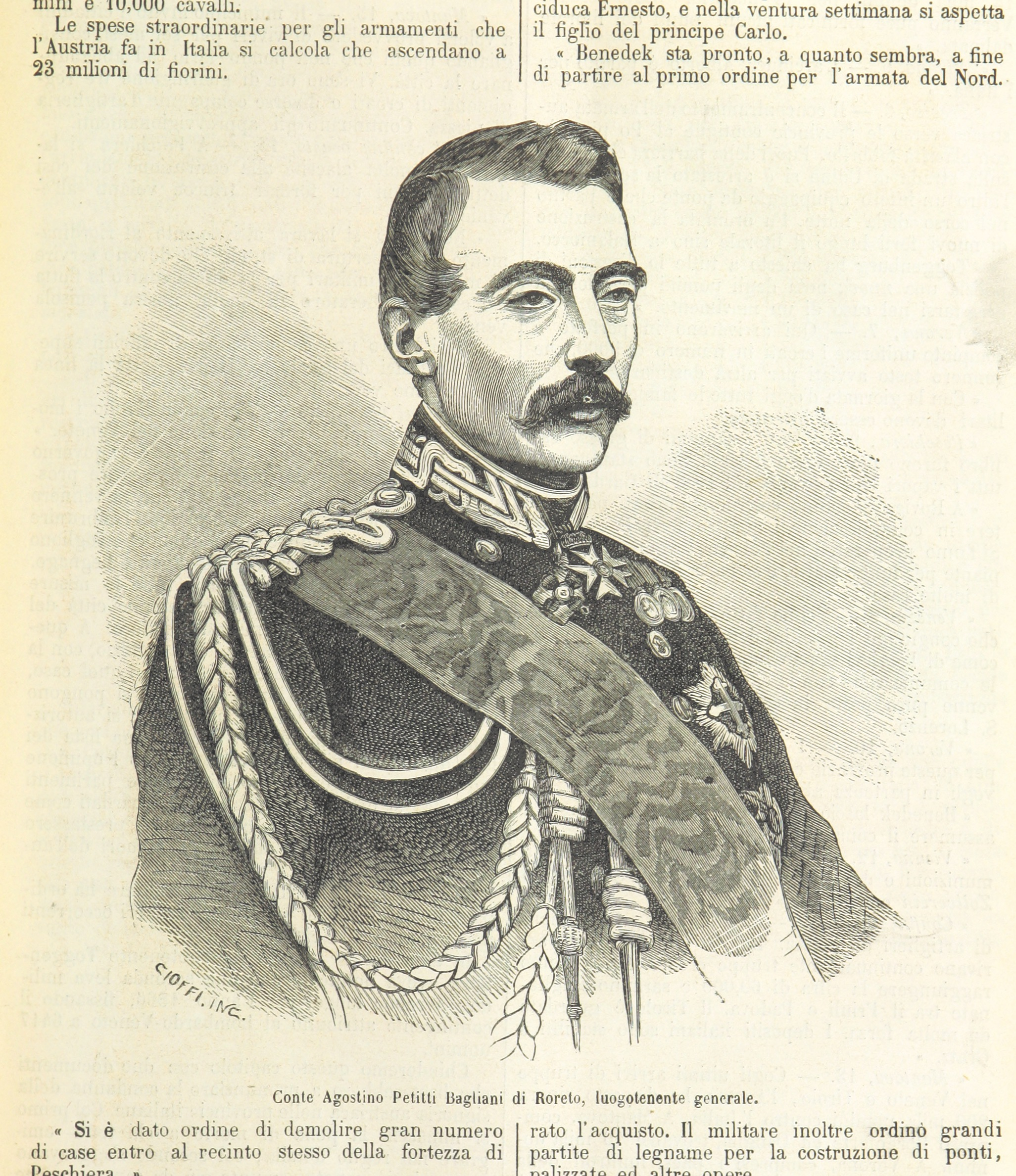
Гравюра из альбома "Война 1866 года"

Во время войны 1859 года он получил звание генерал-майора, а в 1860 году — генерал-лейтенанта. Был командиром 3-й дивизии в Милане. В том же году он женился на Марии Беллотти ди Милано (1835—1890), от которой у него родились две дочери Тереза Мария (1861—1917) и Виттория Эмануэла (1862—1956).
Член парламента от округа Кераско с 1849 по 1867 год, он был назначен военным министром в первом правительстве Урбано Раттацци в 1862 году и во втором правительстве Альфонсо Ла Мармора в 1864 году. Его министерская деятельность характеризовалась важными мероприятиями по реорганизации армии, включая слияние добровольческого корпуса Гарибальди с регулярными войсками, а также толчком к созданию военных школ и связанных с ними образовательных программ. В 1866 году он участвовал в Третьей войне за независимость в должности генерал-адъютанта армии, а затем командира IV армейского корпуса. 12 августа 1866 года он подписал Кормонское перемирие от имени Италии со своим австрийским коллегой генерал-майором бароном Карлом Мерингом .
После войны он был назначен генерал-командующим военной дивизией Алессандрии, а в 1870 году — военной дивизией Милана, сохранив за собой высшее командование дивизиями Турина, Алессандрии и Генуи. Его назначение на пост сенатора королевства также датируется 1870 годом, что стало заслуженным признанием заслуг, оказанных в деле строительства национального единства и управления государством, помимо многочисленных других итальянских и иностранных наград. В 1873 году он командовал Миланом, в который входили дивизии Милана и Алессандрии. Он вышел в отставку в 1877 году после 44 лет активной военной службы. Он умер в Риме 28 августа 1890 года .